# Ричард Фајнман
Ричард Филипс Фајнман (енгл. Richard Phillips Feynman; Њујорк, 11. мај 1918 — Лос Анђелес, 15. фебруар 1988) био је амерички теоријски физичар, један од твораца савремене квантне електродинамике. Од 1954. године био је члан Националне академије наука у Њујорку. У научном раду посветио се решавању проблема квантне теорије поља, квантне електродинамике, физике елементарних честица, статистичке физике, теорије суперпроводљивости и теорије гравитације. Добио је Нобелову награду за физику 1965. године са Џулијаном Швингером и Шиничиром Томонагом „за фундаментална истраживања у квантној електродинамици, што је оставило далекосежни значај на физику елементарних честица”.
Фајнман је развио широко коришћену сликовну схему за приказивање математичких израза који описују понашање субатомских честица, који су касније постали познати као Фајнманови дијаграми. Током свог живота, Фајнман је постао један од најпознатијих научника на свету. У анкети из 1999. године, коју је спровео британски часопис Physics World, од 130 водећих светских научника, Фајнман је рангиран као један од десет највећих физичара свих времена.
Помогао је у развоју атомске бомбе током Другог светског рата и постао познат широкој јавности осамдесетих година 20. века као члан Роџерс комисије, која је проучавала катастрофу спејс-шатла Чаленџер. Фајнману су такође приписани титула зачетника квантног рачунарства и увођење концепта нанотехнологије. Био је професор теоријске физике на Калифорнијском технолошком институту.
Имао је снажан утицај у популаризацији физике кроз своје уџбенике и предавања. Постао је познат по својим полуаутобиографским књигама Сигурно се шалите, господине Фајнман! („Surely You're Joking, Mr. Feynman!”) и Шта вас брига шта други људи мисле? („What Do You Care What Other People Think?”).

## Младост
Фајнман је рођен 11. маја 1918. године у Квинсу у Њујорку. Његов отац, Мелвил Артур Фајнман, био је пореклом из Минска. Фајнманов отац и мајка су били литвански Јевреји. Нису били религиозни, а од своје младости Фајнман је себе описивао као „признатог атеисту”. Много година касније, Тина Левајтен замолила га је за информације за своју књигу о јеврејским нобеловцима. Фајнман је одбио молбу јер је сматрао да је то „авантура у предрасуде”. Током своје посете јеврејском теолошком семинару, први пут се сусрео са Талмудом и приметио је да је садржавао средњовековни начин размишљања и да је дивна књига.
Фајнман је почео да говори тек од своје треће године. Када је одрастао, причао је њујоршким акцентом, толико јаким да је доживљаван као претеривање или преувеличавање. На младог Фајнмана је великог утицаја имао његов отац који га је подстицао да поставља питања и који је увек био спреман да научи Фајнмана нешто ново. Од мајке је добио смисао за хумор који је имао током читавог свог живота. Као дете, имао је талента за инжењерство, одржавајући експерименталну лабораторију код куће. Док је био у основној школи, створио је кућни алармни систем против провала, јер су његови родитељи цели дан били ван куће због посла.
Када је имао пет година, добио је брата, Хенрија Филипса, који је умро када је имао четири недеље. Четири године касније, рођена је Ричардова сестра Џоен, а породица се преселила у Фар Рокавеј, Квинс. Иако је разлика између њих била девет година, Џоен и Ричард су били блиски и делили су знатижељу о свету. Иако је њихова мајка мислила да жене немају способност да разумеју такве ствари, Ричард је охрабривао Џоенино интересовање за астрономију, да би Џоан на крају постала астрофизичарка.

## Образовање
Фајнман је похађао средњу школу у Фар Рокавеју у Квинсу, коју су такође похађали нобеловци Бартон Рихтер и Барух Семјуел Блумберг. Након што је започео средњу школу, Фајнман је брзо пребачен у одељење за напредне математичаре. Тест интелигенције за ученике средње школе проценио је његов IQ на 125 — висок, али "само пристојан" према биографу Џејмс Глејку. Његова сестра Џоен је боље прошла, што јој је омогућило да тврди да је паметнија. Годинама касније, Фајнман је одбио да се придружи Менси, тврдећи да је његов IQ превише низак.
Када је имао 15 година, Фајнман је сам научио тригонометрију, напредну алгебру, бесконачне редове, аналитичку геометрију, као и диференцијални и интегрални рачун. Пре одласка на факултет, експериментисао је са математичким темама, као што су полуизводи, користећи сопствену нотацију. Направио је специјалне симболе за логаритамске, синусне, косинусне и тангентне функције тако да нису изгледали као три варијабле помножене заједно, и за дериват, да се не би изостављало d. На својој последњој години средње школе победио је на математичком такмичењу Њујоршког универзитета. Његова навика директне карактеризације понекад је узнемиравала конвенционалније мислиоце; на пример, једно од његових питања, док је учио анатомију мачака, гласило је: „Имате ли мапу мачке?” (односећи се на анатомску карту).

Фајнман се пријавио на Универзитет Колумбија, али није био примљен због њихове пријемне квоте за Јевреје. Уместо тога, уписао је Масачусетски технолошки институт, где се придружио братству Пи Ламбда Фи. Иако је првобитно дипломирао математику, касније се пребацио на електротехнику, јер је сматрао да је математика превише апстрактна. Приметивши да је „отишао предалеко”, пребацио се на физику, за коју је тврдио да је „негде између”. Као постдипломац, објавио је два рада у часопису Физикал ривју. Један је написао сарађујући са Мануелом Валартом, а назван је Распршивање космичких зрака од стране звезда галаксије („The Scattering of Cosmic Rays by the Stars of a Galaxy”).
Валарта је навео свог студента на основу тајне ментор-ученик издавања: име старијег научника се наводи прво. Фајнман се осветио након неколико година, када је Хајзенберг закључио целу књигу о космичким зрацима фразом: „такав ефекат се не може очекивати према Валарти и Фајнману”. Када су се следећи пут срели, Фајнман је весело питао Валарту да ли је видео Хајзенбергову књигу. Валарта је знао зашто се Фајнман цери. „Да”, одговорио је, „ти си последња реч у космичким зрацима”.
Други рад била је теза Силе у молекулима („Forces in Molecules”), темељен на идеји Џона Салтера који је био импресиониран радом толико да га је објавио. Данас је тај рад познат као Хелман-Фајнманова теорема.
Фајнман је дипломирао 1939. године, а именован је једним од победника такмичења Путнам. Постигао је савршен резултат на пријемним испитима за постдипломске студије физике на Универзитету Принстон, као и изванредан резултат из математике, али је лоше урадио делове о историји и енглеском језику. Начелник департмана за физику, Хенри Д. Смит, био је забринут због још једне ствари. Писао је Филипу М. Морзеу: „Да ли је Фајнман Јевреј? Немамо коначно правило против Јевреја, али морамо да држимо разумно мали однос на нашем департману због потешкоћа приликом њиховог распоређивања”. Морзе је признао да је Фајнман заиста Јевреј, али је уверио Смита да Фајнманови физиогномија и манири то не показују.

На Фајнмановом првом семинару, који је био о класичној верзији Вилер-Фајнманове теорије апсорбера, присуствовали су Алберт Ајнштајн, Волфганг Паули и Џон фон Нојман. Паули је дао предвиђајући коментар о томе да ће теорију бити изузетно тешко квантизовати, а Ајнштајн је рекао да се овај метод може покушати применити на гравитацију у општој релативности, што су сер Фред Хојл и Џајант Нарликар касније и урадили — Хојл-Нарликар теорија гравитације. Фајнман је докторирао на Принстону 1942. године; његов ментор за докторску дисертацију био је Џон Арчибалд Вилер. Његова докторска дисертација била је Принцип најмање акције у квантној механици („The Principle of Least Action in Quantum Mechanics”). Фајнман је применио принцип стационарне акције на проблеме квантне механике, инспирисан жељом да се квантизује Вилер-Фајнманова теорија апсорбера електродинамике, а поставио је и темеље за формулацију интеграла путање и Фајнманових дијаграма. Кључни увид био је да су се позитрони понашали као електрони који се крећу уназад у времену. Џејмс Глејк је написао:
Био је то Ричард Фајнман који се приближавао врхунцу својих моћи. Са двадесет три године... тада можда није било физичара на земљи који је могао да се упореди са његовом веселом командом над изворним материјалима теоријске науке. То није била само математичка установа (иако је постало јасно... да је математичка машина која се појавила у Вилер-Фајнмановој сарадњи била изван Вилерове способности). Чинило се да Фајнман поседује застрашујућу лакоћу у раду са супстанцом иза једначина, као Ајнштајн у истим година, као совјетски физичар Лав Ландау — али мало других.
Један од услова Фајнманове стипендије за Принстон био је да се никад не може венчати; ипак наставио је да виђа своју девојку из средње школе, Арлин Гринбаум, а био је одлучан да је једног дана ожени када докторира, упркос сазнању да је била озбиљно болесна — имала је туберкулозу. То је била неизлечива болест у то време, а за њу се није очекивало да ће живети дуже од две године. Одвезли су се трајектом на Стејтен Ајланд 29. јуна 1942. године, где су се венчали у општини. Церемонији нису присуствовали ни породица ни пријатељи, а сведоци су им била два странца. Фајнман је могао да пољуби Арлин само у образ. Након церемоније, одвео ју је у болницу Дебора, гдје ју је посећивао викендом.

## Пројекат Менхетн
Док је Други светски рат у Европи беснео, а САД још увек нису биле у рату, Фајнман је лето 1941. године провео радећи на проблемима балистике у Франкфорд арсеналу у Пенсилванији. Након што је напад на Перл Харбор увео САД у рат, Роберт Р. Вилсон, који је радио на средствима за производњу обогаћеног уранијума за употребу у атомској бомби, регрутовао је Фајнмана у оно што је касније постао пројекат Менхетн. Вилсонов тим на Принстону радио је на уређају званом изотрон, који је намењен да електромагнетски одвоји уранијум-235 од уранијума-238. Ово је постигнуто на сасвим другачији начин од оног који је користио калутрон који је развијао тим Вилсоновог бившег ментора, Ернеста Лоренса, у Лабораторији за радијацију на Универзитету Калифорније. На папиру, изотрон је био много ефикаснији од калутрона, али су се Фајнман и Пол Олум мучили да утврде да ли је или није био практичан. На крају, на Лоренсов предлог, пројекат изотрон је прекинут.
Почетком 1943. године, Роберт Опенхајмер је основао Лабораторију у Лос Аламосу, тајну лабораторију у Новом Мексику, где је требало да се пројектују и граде атомске бомбе. Тиму са Принстона понуђено је да се придруже. „Као гомила професионалних војника”, касније се присетио Вилсон, „масовно смо се пријавили да одемо у Лос Аламос”. Као и многи други млади физичари, Фајнман је убрзо пао на чаролију харизматичног Опенхајмера, који је телефонирао Фајнману из Чикага како би га обавестио да је пронашао санаторијум за Арлин у Албукеркију у Новом Мексику. Били су међу првима који су отпутовали у Нови Мексико, одлазећи на воз 28. марта 1943. године. Железница је обезбедила инвалидска колица за Арлин, а Фајнман је платио додатно за њену собу.
У Лос Аламосу, Фајнман је додељен теоретској дивизији Ханса Бетеа, а толико је импресионирао Бетеа да је постао вођа групе. Он и Бете су развили Бете-Фајнманову формулу за израчунавање приноса фисијске бомбе, која је настала на основу рада Роберта Сербера. Као млађи физичар, није био централни на пројекту. Управљао је групом „људских рачунара” који су рачунали у теоријској дивизији. Помогао је оснивању система за употребу IBM бушених картица за рачунање, заједно са Стенлијем Франкелом и Николасом Метрополисом. Изумео је нови метод рачунања логаритама који су касније коришћени на машини за повезивање. Његов посао у Лос Аламосу укључивао је рачунање неутронских једначина за „Бојлер”, мали нуклеарни реактор, да би се измерило колико је близу критичног било спајање фисијског материјала.
По завршетку овог посла, Фајнмана су послали у Clinton Engineer Works у Оук Риџу, у Тенесију, где је пројекат Менхетн имао своје објекте за обогаћивање уранијума. Помогао је инжењерима у осмишљавању сигурносних процедура за складиштење материјала, тако да се могу избећи критичне несреће, поготово када обогаћени уранијум дође у контакт са водом, која делује као модератор неутрона. Инсистирао је на рангирању и предавању о нуклеарној физици како би схватили опасности. Објаснио је да, иако се свака количина необогаћеног уранијума може сигурно складиштити, са обогаћеним уранијумом се мора пажљиво руковати. Развио је низ сигурносних препорука за различите нивое обогаћења. Речено му је да, ако му људи у Оук Риџу задају било какве потешкоће са његовим предлозима, може да их обавести да Лос Аламос „иначе не може бити одговоран за њихову сигурност”.
По повратку у Лос Аламос, Фајнман је постао шеф групе задужене за теоријски рад и прорачуне предложене бомбе уранијумовог хидрида, која се на крају показала као немогућа. Физичар Нилс Бор га је позвао на разговор у четири ока. Касније је открио разлог: већина других физичара превише је страховала од Бора да би се свађала с њим. Фајнман није имао таквих инхибиција, снажно указујући на све што је сматрао мањкавим у Боровом размишљању. Рекао је да је осећао исто толико поштовања према Бору као и према било коме другом, али када га неко наведе да прича о физици, он постане толико фокусиран да заборави на друштвене углађености. Можда се због тога Бор никада није заинтересовао за Фајнмана.
У Лос Аламосу, који је био изолован због сигурносних разлога, Фајнман се забављао истражујући комбинације за браве на ормарима и радним столовима који су често остављани на фабричким подешавањима, комбинације су често биле записане или их је било лако погодити јер су били датуми и слично. Комбинацију једног кабинета пронашао је испробавајући бројеве које би физичар могао користити (испоставило се да је комбинација била 27-18-28 што је била база природног логаритма, e = 2,71828... ), а открио је да су три ормара, у којима су његове колеге чувале све истраживачке белешке, имала исте комбинације. Оставио је белешке у ормару као шалу, плашећи свог колегу Фредрика де Хофмана, како би помислио да су их се шпијуни докопали.
Фајнманова месечна плата од 380 долара била је око пола износа који му је био потребан за скромне трошкове живота и за Арлинине медицинске рачуне, па су били приморани да узму 3.300 долара уштеђевине. Викендима се возио у Албукерки како би видео Арлин, у аутомобилу који је позајмио од свог пријатеља Клауса Фукса. Када су га питали ко би у Лос Аламосу највероватније могао бити шпијун, Фукс је споменуо Фајнманово обијање сефова и честа путовања у Албукерки; Фукс је касније сам признао да је шпијунирао за Совјетски Савез.
Када је обавештен да Арлин умире, Фајнман се одвезао у Албукерки и сатима је седео са њом док није умрла 16. јуна 1945. године. Потом је уронио у рад на пројекту и био је присутан на Тринити тесту. Фајнман је тврдио да је био једина особа која је видела експлозију без врло тамних наочара или варличаких наочара, закључивши да је сигурно да се гледа кроз ветробранско стакло камиона, јер би оно изоловало штетно ултраљубичасто зрачење. Огромна светлост експлозије бацила га је на под, где је видео привремену „љубичасту мрљу”.

## Корнел
Фајнман је именован за асистента професора физике на Универзитету Висконсина у Медисону, али је био на неплаћеном одсуству током свог учешћа на пројекту Менхетн. Примио је писмо декана Марка Инграма са Колеџа писама и науке 1945. године, који је тражио да се Фајнман врати на универзитет како би предавао у наредној академској години. Његово именовање није продужено када се није обавезао на повратак. У говору који је неколико година касније тамо одржао, Фајнман је рекао: „Сјајно је вратити се на једини универзитет који ме икада имао смисла отпустити”.
Већ 30. октобра 1943. године, Бете је писао шефу департмана за физику његовог универзитета, Корнела, да препоручи Фајнмана за посао. Ово је такође потврдио Роберт Бахер 28. фебруара 1944. године, који је такође са Корнела и један је од најистакнутијих научника у Лос Аламосу. То је довело до тога да је Фајнману понуђен посао августа 1944. године, који је прихватио. Опенхајмер се такође надао да ће запослити Фајнмана на Универзитету Калифорније, али шеф департмана за физику, Рејмонд Бирџ, није био вољан за то. Понудио је Фајнману посао маја 1945. године, али га је Фајнман одбио. Корнел је понудио плату од 3.900 долара годишње. Фајнман је постао један од првих вођа група из Лос Аламоса који је отишао, отпутовавши за Итаку, Њујорк, октобра 1945. године.
С обзиром да Фајнман више није радио у Лабораторији у Лос Аламосу, више није био ослобођен војне обавезе. На прегледу приликом регрутације, психијатри војске су дијагностиковали да Фајнман пати од душевне болести, а војска му је дала 4-F ослобођење на психичкој основи. Његов отац је изненада умро 8. октобра 1946. године, а Фајнман је патио од депресије. Написао је писмо Арлин 17. октобра 1946. године, изражавајући своју дубоку љубав и бол. Писмо је било запечаћено и отворено тек након његове смрти. Писмо је завршио реченицом: „Молим те, опрости што ти нисам послао ово, али не знам твоју нову адресу”. Не могавши се фокусирати на истраживачке проблеме, Фајнман је почео да се бави проблемима у физици, не због користи, него због личног задовољства. Један од њих укључивао је анализу физике ротирајућег диска док се креће кроз ваздух, инспирисан инцидентом у кафетерији на Корнелу када је неко бацио тањир у ваздух. Прочитао је рад сер Вилијама Роуана Хамилтона о кватернионима и покушао је да их користи за формулацију релативистичке теорије електрона, али безуспешно. Његов рад током овог периода, који је користио једначине ротације за изражавање различитих брзина ротирања, на крају се показао важним за његов рад који је награђен Нобеловом наградом. Ипак, пошто се осећао преуморно и требало је да пажњу скрене на проблеме које не захтевају непосредну практичност, изненадио се понудама професора са реномираних универзитета, укључујући Институт за напредна истраживања, Калифорнијски универзитет из Лос Анђелеса, као и из Берклија.
Фајнман није био једини фрустрирани теоријски физичар у раним послератним годинама. Квантна електродинамика је патила од бесконачних интеграла у теорији пертурбација. То су биле јасне математичке мане у теорији које су Фајнман и Вилер безуспешно покушавали да заобиђу. „Теоретичари”, истакао је Мари Гел-Ман, „били су у немилости”. У јуну 1947. године, водећи амерички физичари састали су се на конферецији у Шелтер Ајланду. За Фајнмана је то била „прва велика конференција са великим људима... Никада нисам отишао на једну такву у време мира”. Расправљало се о проблемима квантне електродинамике, али су теоретичари потпуно засенили достигнућа експерименталних физичара, који су извештавали о открићу Ламбовог помака, мерењу магнетног момента електрона и хипотезе два мезона Роберта Маршака.
Бете је преузео вођство на пројекту од Ханса Крамерса и извео је ренормализовану нерелативистичку квантну једначину за Ламбов помак. Следећи корак био је стварање релативистичке верзије. Фајнман је мислио да он то може, али када се вратио Бетеу са својим решењем, није се слагало. Фајнман је поново пажљиво прорадио проблем, примењујући формулацију интегралне путање коју је користио у својој дисертацији. Као и Бете, направио је интеграл коначним примењујући термин прекида. Резултат је одговарао Бетеовој верзији. Фајнман је свој рад представио на Поконо конференцији 1948. године, али то није прошло добро. Џулијан Швингер је имао дугу презентацију свог рада у квантној електродинамици, а Фајнман је тада понудио своју верзију под називом Алтернативна формулација квантне електродинамике („Alternative Formulation of Quantum Electrodynamics”). Непознати Фајнманови дијаграми, који су први пут коришћени, збунили су публику. Фајнман није успео да објасни до краја, а Пол Дирак, Едвард Телер и Нилс Бор изнели су приговоре.
Фриману Дисону је барем једна ствар била јасна: Шиничиро Томонага, Швингер и Фајнман су разумели оно о чему говоре иако нико други није разумео, али нису ништа објавили. Био је убеђен да је Фајнманова формулација била лакша за разумети, а на крају је успео да у то убеди Опенхајмера. Дисон је објавио свој рад 1949. године, који је додао нова правила Фајнмановим која су говорила како се имплементује ренормализација. Фајнман је био потакнут да објави своје идеје у Physical Review у низу радова током три године. Његови радови из 1948. године на тему Релативистичка искљученост класичне електродинамике („A Relativistic Cut-Off for Classical Electrodynamics”) покушали су да објасне оно што он није успео на Поконо конференцији. Његов рад Теорија позитрона („The Theory of Positrons”) из 1949. године односио се на Шредингерову једначину и Диракову једначину, а увео је оно што се сада зове Фајнманов пропагатор. Коначно, у радовима о Математичкој формулацији квантне теорије електромагнетне интеракције („Mathematical Formulation of the Quantum Theory of Electromagnetic Interaction”) из 1950. године и Операторски рачун који има примене у квантној електродинамици („An Operator Calculus Having Applications in Quantum Electrodynamics”) из 1951. године, развио је математичку основу својих идеја, изведене познате формуле и нове напредне.
Иако су други у својим радовима иницијално цитирали Швингера, радови у којима је цитиран Фајнман и употреба Фајнманових дијаграма појавили су се 1950. године, а убрзо су постали преовладавајући. Студенти су учили и користили овај моћни нови алат који је Фајнман створио. Касније су написани рачунарски програми за израчунавање Фајнманових дијаграма, што је обезбедило алат без преседана. Такве програме било је могуће написати јер Фајнманови дијаграми чине формални језик са формалном граматиком. Марк Кац је обезбедио формалне доказе о суми под историјом, показујући да се параболична парцијална диференцијална једначина може изразити као сума под различитим историјама (тј. као оператор очекивања), што је данас познато као Фајнман-Кацова формула, чија се употреба протеже изван граница физике на многе примене стохастичких процеса. Швингеру је, међутим, Фајнманов дијаграм био „педагогија, а не физика”.
До 1949. године, Фајнман није имао мира на Корнелу. Никада није био у једној одређеној кући или стану, живео је у гостињским кућама или студентским домовима, или са ожењеним пријатељима „све док такви аранжмани нису постали сексуално нестални”. Волео је излазити са студентима, изнајмљивати проститутке и спавати са супругама својих пријатеља. Није волео хладно зимско време Итаке и чезнуо је за топлијом климом. Изнад свега, на Корнелу је још увек био у сенци Ханса Бетеа. Упркос свему овоме, Фајнман се радо присећао Телурајд дома, где је дуго боравио током своје каријере на Корнелу. У једном интервјуу, дом је описао као „групу дечака који су посебно одабрани због своје стипендије, због своје мудрости или шта год то било, како би имали бесплатан оброк и смештај, због свог мозга”. Уживао је у удобности дома и рекао је да је „ту урадио фундаментални рад” за који је добио Нобелову награду.

## Године на Калтеку

### Приватни и политички живот
Фајнман је провео неколико недеља у Рио де Жанеиру у јулу 1949. године. Исте године је Совјетски Савез детонирао своју прву атомску бомбу, стварајући антикомунистичку хистерију. Фукс је ухапшен као совјетски шпијун 1950. године, а ФБИ је испитивао Бетеа о Фајнмановој оданости. Физичар Дејвид Бом ухапшен је 4. децембра 1950. године, а емигрирао је у Бразил октобра 1951 године. Девојка је Фајнману рекла да би требало да размисли о селидби у Јужну Америку. Одлучио је да празнике проведе у Бразилу 1950—51. године, где је држао предавања у Бразилском центру за физичка истраживања. У Бразилу, Фајнман је био импресиониран самба музиком и научио је да свира метални ударачки инструмент, фригидеиру (тигањ). Био је ентузијастичан аматер у свирању бонго бубњева, а често их је свирао у мјузиклима.

Фајнман се није вратио на Корнел. Бахер, који је имао значајну улогу приликом привлачења Фајнмана у Корнел, намамио га је на Калифорнијски технолошки институт (Калтек). Део договора био је да он може да проведе прву годину на празничном допусту у Бразилу. Одушевила га је Мери Луиз Бел из Неодеше у Канзасу. Упознали су се у кафетерији на Корнелу, где је она студирала историју мексичке уметности и текстила. Касније га је пратила на Калтек, где је држао предавање. Док је био у Бразилу, предавала је о историји намештаја и ентеријера на Универзитету у Мичигену. Запросио ју је преко писма из Рио де Жанеира, а венчали су се у Бојсу у Ајдаху 28. јуна 1952. године, убрзо након што се вратио. Често су се свађали, а она се плашила његовог насилног темперамента. Њихова политичка уверња била су различита; иако се он регистровао и гласао као републиканац, она је била конзервативнија, а њено мишљење о Опенхајмеровом сигурносном саслушању из 1954. године („Где има дима, има и ватре”) га је увредило. Раставили су се 20. маја 1956. године, а развели 5. маја 1958. године.

Почиње да ради рачунске проблеме у глави чим се пробуди. Рачунао је приликом вожње у свом ауту, док седи у дневној соби и ноћу док лежи у кревету.

Мери Луиз Бел, жалба приликом развода

Након Спутњикове кризе 1957. године, интересовање владе САД за науку неко време је расло. Фајнман је разматран за место председника Комитета за научно саветовање, али није именован. У то време, ФБИ је интервјуисао жену блиску Фајнману, вероватно Мери Лу, која је 8. августа 1958. године послала писану изјаву Џону Хуверу:
Не знам – али верујем да је Ричард Фајнман или комунист или веома снажно прокомунист – и као такав је врло вероватно безбедносни ризик. Овај човек је, по мом мишљењу, изузетно сложена и опасна особа, веома опасна особа која има јавно поверење... У питањима интриге, Ричард Фајнман је, верујем, изузетно бистар – заиста геније – и он је, даље верујем, потпуно немилосрдан, неспутан моралом, етиком или религијом – и неће стати ни због чега како би остварио своје циљеве.
Влада је ипак послала Фајнмана у Женеву на конференцију Атоми за мир септембра 1958. године. На плажи Женевског језера, упознао је Гвенет Хауарт, које је била из Рипондена у Јоркширу, а радила је у Швајцарској као au pair. Фајнманов љубавни живот био је буран од његовог развода; његова претходна девојка отишла је са његовом медаљом награде Алберта Ајнштајна, а по савету раније девојке, глумила је трудноћу и уценила га да плати абортус, а онда тај новац искористила за куповину намештаја. Када је Фајнман сазнао да Гвенет плаћају само 25 долара месечно, понудио јој је 20 долара недељно да буде његова служавка. Знао је да је овакво понашање било забрањено Законом о трговини белим робљем, па је имао пријатеља, Метјуа Сендса, који је глумио њеног спознора. Гвенет је истакла да је већ имала два дечка, али је одлучила да прихвати Фајнманову понуду и стигла је у Алтадину јуна 1959. године. Договор је био да може излазити са другим мушкарцима, али ју је Фајнман запросио почетком 1960. године. Венчали су се 24. септембра 1960. године у хотелу Ханингтон у Пасадени. Добили су сина, Карла, 1962. године, а 1968. године усвојили су кћерку Мишел. Осим куће у Алтадини, имали су кућу на плажи у Доњој Калифорнији, купљену новцем од Фајнманове Нобелове награде.
Фајнман је пробао марихуану и кетамин у чувеним танковима за сензорну депривацију Џона Лилија, као начин проучавања свести. Престао је да пије алкохол када је почео да показује нејасне, ране знакове алкохолизма, јер није желео да ради ништа што му може оштетити мозак. Упркос његовој радозналости у вези са халуцинацијама, није био вољан да експериментише са ЛСД-ом.

### Физика
На Калтеку, Фајнман је истраживао физику суперфлуидности суперхлађеног течног хелијума, где изгледа да хелијум показује потпуни недостатак вискозности када тече. Фајнман је дао квантно-механичко објашњење за теорију суперфлуидности совјетског физичара Лава Ландауа. Примена Шредингерове једначине показала је да је суперфлуид показивао квантно механичко понашање које се може опазити на макроскопској скали. Ово је помогло са проблемом суперпроводности, али је Фајнману решење измакло. Решено је са BCS теоријом суперпроводности коју су предложили Џон Бардин, Леон Нил Купер и Џон Роберт Шрифер 1957. године.
Фајнман је, инспирисан жељом да квантизује Вилер-Фајнманову теорију апсорбера електродинамике, поставио темеље за формулацију интегралних путања и Фајнманових дијаграма.
Са Маријем Гел-Маном, Фајнман је развио модел слабог распада, који је показао да је тренутна спрега у процесу комбинација вектора и аксијалних струја (пример слабог распада је распад неутрона у електрон, протон и антинеутрино). Иако су Роберт Маршак и Џорџ Сударшан развили теорију готово истовремено, Фајнманова сарадња са Гел-Маном сматрана је семеном јер је слаба интеракција уредно описана векторским и аксијалним струјама. Тако је комбинована теорија бета распада Енрика Фермија из 1933. године са објашњењем кршења паритета.
Фајнман је покушао да објасни јаке интеракције које регулишу расипање нуклеона, што је названо модел партона. Модел партона се појавио као допуна моделу кварка који је развио Гел-Ман. Однос између ова два модела био је мутан; Гел-Ман је давао подругљиве називе за Фајнманове партоне. Средином шездесетих година, физичари су сматрали да су кваркови само књиговодствени уређаји за симетријске бројеве, а не праве честице; статистика омега-минус честице, ако се тумачи као три идентична међусобно повезана чудна кварка, чинила се немогућом ако су кваркови стварни.
Дубоко нееластични експерименти распршивања Националне акцелераторске лабораторије SLAC са краја шездесетих година 20. века показали су да нуклеони (протони и неутрони) садрже тачкасте честице које распршују електроне. Било је природно поистоветити их са кварковима, али је Фајнманов модел партона покушао да интерпретира експерименталне податке на начин који није уводио додатне хипотезе. На пример, подаци су показали да су електрично неутралне честице у нуклеону носиле око 45% енергетског момента. Ове електрично неутралне честице сада се сматрају глуонима који носе силе између кваркова. Фајнман није оспоравао модел кварка; на пример, када је пети кварк откривен 1977. године, Фајнман је одмах истакао својим ученицима да откриће имплицира постојање шестог кварка, који је откривен деценију након његове смрти.
Након успеха квантне електродинамике, Фајнман се окренуо квантној гравитацији. По аналогији са фотоном, који има спин 1, он је истраживао последице слободног безмасног поља спина 2 и извео Ајнштајнову једначину опште релативности, али и мало више од тога. Рачунарски уређај који је тада Фајнман открио за гравитацију, „духови”, који су „честице” у унутрашњости његових дијаграма који имају „погрешну” везу између спина и статистике, показали су се непроцењивим у објашњавању понашања квантних честица Јанг-Милсове теорије, на пример, квантна хромодинамика и електро-слаба теорија. Он је радио са све четири силе природе: електромагнетном силом, слабом силом, јаком силом и силом гравитације. Џон и Мери Грибин наводе у својој књизи о Фајнману да „нико други није дао тако утицајан допринос истраживању све четири интеракције”.
Како би публицитет усмерио на физику, Фајнман је понудио 1.000 долара за два његова изазова у нанотехнологији: први је решио Вилијам Меклелан, а други Том Њумен. Он је такође био један од првих научника који је замислио могућност квантних рачунара. Развио је варијациону методу за приближни прорачун интегралних путања, што је довело до моћне методе претварања дивергентних пертурбационих експанзија у конвергентне експанзије јаке спреге (варијациона теорија пертурбације) и, као последица тога, до најтачнијег одређивања критичних експонената измерених у сателитским експериментима.

### Педагогија
Почетком шездесетих година 20. века, Фајнман је прихватио захтев да предаје студентима на Калтеку. Након три године посвећене овом задатку, направио је низ предавања која су касније постала Фајнманова предавања о физици („The Feynman Lectures on Physics”). Желео је слику бубња посутог прахом на почетку књиге како би показао врсте вибрација. Забринути због повезаности дроге и рокенрола која се може добити на основу слике, издавачи су променили корице књиге у чисту црвену боју, иако су у предговору убацили слику Фајнмана како свира бубњеве. Фајнманова предавања о физици запослила су два физичара, Роберта Б. Лигтона и Метјуа Сендса, као хонорарне коауторе на неколико година. Иако књиге нису усвојене као уџбеници на факултетима, оне се и даље добро продају јер пружају дубоко разумевање физике. Многа његова предавања и разни разговори претворени су у друге књиге, укључујући Карактер физичког закона („The Character of Physical Law”), QED: Необична теорија светлости и материје („QED: The Strange Theory of Light and Matter”), Статистичку механику („Statistical Mechanics”), Предавања о гравитацији („Lectures on Gravitation”) и Фајнманова предавања о рачунању („Feynman Lectures on Computation”).
Фајнман је писао о својим искуствима у подучавању студената физике у Бразилу. Навике студената приликом учења и уџбеници на португалском језику били су тако лишени било каквог контекста или примене њихових информација да, према Фајнмановом мишљењу, студенти уопште нису учили физику. Крајем године, Фајнман је био позван да одржи предавање о својим искуствима у настави, и он се сложио да то учини, под условом да може говорити искрено, што је и учинио.

Супротстављао се механичком учењу и другим методама које су наглашавале образац уместо функцију. Јасно размишљање и јасна презентација били су фундаментални предуслови за његову пажњу. Могло је бити и ризично прићи му неприпремљен, а није заборавио шаљивџије и симуланте. Био је у Комисији за наставни план државе Калифорније, која је била задужена за одобравање уџбеника који ће се користити у школама у Калифорнији. Није био одушевљен оним што је затекао. Многи од уџбеника из математике покрили су теме које су корисне само чистим математичарима као део „Нове математике”. Ученици основних школа учили су о скуповима, али:
Можда ће изненадити већину људи који су проучавали ове уџбенике када открију да се симболи ∪ или ∩, који представљају унију и пресек скупова и посебна употреба заграда { } и тако даље, све разрађене ознаке за скупове које су дате у овим уџбеницима, готово никада не користе у било каквим списима у теоријској физици, инжењерству, пословној аритметици, рачунарском дизајну или на другим местима где се користи математика. Не видим потребу или разлог да се све то објашњава или учи у школи. То није користан начин за изражавање. Није уверљив и једноставан начин. Тврди се да је прецизно, али је прецизно за коју сврху?
На Калтеку је, 1974. године, одржао уводни говор на тему Култ терета у науци, која има сличност са науком, али је само псеудонаука због недостатка „врсте научног интегритета, принципа научне мисли која одговара некој врсти потпуне часности”. Свој разред је научио: „Прво начело је да не смете себе заварати – а ви сте особа коју је најлакше заварати. Стога у погледу овога морате бити веома пажљиви. Пошто нисте заварали себе, лако је не заваравати друге научнике. После тога само морате да будете поштени на уобичајени начин.”
Фајнман је био ментор за докторате 31 студента.

### Сигурно се шалите, господине Фајнман!
Шездесетих година, Фајнман је почео размишљати о писању аутобиографије, па је почео давати интервјуе историчарима. Током осамдесетих година, у сарадњи са Ралфом Лејтон, снимио је поглавља на аудио траку коју је Ралф транскрибовао. Књига је објављена 1985. године као „Сигурно се шалите, господине Фајнман!”, а постала је бестселер. Објављивање књиге донело је нови талас протеста око Фајнмановог става према женама. Било је протеста због његовог наводног сексизма 1968. године, и поново 1972. године. Није помогло ни то што је Џениџој Ла Бел, која је била запослена као прва професорка на Калтеку 1969. године, одбијена за мандат 1974. године. Поднела је тужбу Комисији за једнаке могућности запошљавања, која је пресудила против Калтека 1977. године, додајући да је плаћена мање него њене мушке колеге. Ла Бел је напокон добила мандат 1979. године. Многе Фајнманове колеге биле су изненађене што је стао на њену страну. Упознао је Ла Бел, свиђала му се и дивио јој се.
Гел-Ман је био узнемирен својим описом у књизи и претио је да ће тужити Фајнмана, што је довело до корекције која је убачена у каснија издања. Овај инцидент био је само најновија провокација у деценијама лоших односа између два научника. Гел-Ман је често показивао фрустрацију због пажње коју Фајнман прима; приметио је: „[Фајнман] је велики научник, али је утрошио много труда на стварање анегдота о себи”. Приметио је да је Фајнманова ексцентричност укључивала одбијање да опере зубе, што је саветовао на државној телевизији да то и други не чине, упркос томе што су му стоматолози показивали научне студије које су подржавале ту праксу.

### Чаленџер катастрофа
Када је позван да се придружи Роџерсовој комисији, која је истраживала Чаленџерову катастрофу, Фајнман је био неодлучан. Вашингтон, рекао је својој супрузи, био је „велики свет мистерије за мене, са огромним силама”. Али она га је убедила да оде, рекавши да би могао открити нешто што су други превидели. Будући да се Фајнман није супротстављао окривљавању НАСА-е за катастрофу, он се сукобио са председником комисије, Вилијамом Роџерсом, бившим државним секретаром. Током паузе у једном саслушању, Роџерс је рекао члану комисије Нилу Армстронгу: „Фајнман постаје давеж”. Током телевизијског слушања, Фајнман је показао да је материјал, који се користи у О-прстеновима шатла, постао мање отпоран на хладноћу, стежући узорак материјала у стезаљку и урањањем у ледено хладну воду. Комисија је на крају утврдила да је катастрофа узрокована примарним О-прстеном који није добро запечаћен у неуобичајено хладном времену на Кејп Канавералу.
Фајнман је посветио другу половину своје књиге Зашто ти је стало шта други људи мисле? („What Do You Care What Other People Think?”) свом искуству са Роџерс комисијом, одступајући од своје уобичајене конвенције кратких, безбрижних анегдота како би приказао проширену и трезевну причу. Фајнманов извештај открива неповезаност између НАСА-иних инжењера и руководилаца, што је било много упечатљивије него што је очекивао. Његови интервјуи открили су запањујуће неспоразуме о елементарним концептима. На пример, менаџери НАСА-е су тврдили да је шанса за катастрофу на спејс-шатлу 1 у 100.000, али је Фајнман открио да су НАСА-ини инжењери проценили да је шанса за катастрофу ближа 1 у 200. Закључио је да је процена НАСА-ине управе о поузданости спејс-шатла била нереална, а посебно је био љут што га је НАСА користила за регрутовање Кристе Маколиф у програм Учитељ у свемиру. Упозорио је у свом додатку извештају комисији (који је укључен тек након што је запретио да неће потписати извештај): „За успешну технологију, стварност мора имати предност над односима с јавношћу, јер се природа не може преварити”.

### Признања и награде
Прво јавно признање Фајнмановог рада дошло је 1954. године када га је Луис Штраус, председник Комисије за атомску енергију, обавестио да је освојио Алберт Ајнштајн награду, која је вредела 15.000 долара и дошла са златном медаљом. Фајнман није био вољан да прихвати награду због Штраусових поступака у лишавању Опенхајмера његових сигурносних дозвола, али га је Изидор Ајзак Раби упозорио: „Никада немојте окретати човекову великодушност као мач против њега. Било коју врлину коју човек има, чак иако има много порока, не би требало користити као средство против њега”. Уследила је и Награда Ернест Орландо Лоренс 1962. године. Швингер, Томонага и Фајнман поделили су Нобелову награду за физику 1965. године „за фундаментална истраживања у квантној електродинамици, што је оставило далекосежни значај на физику елементарних честица”. Изабран је за иностраног члана Краљевског друштва 1965. године, добио је Оерстедову медаљу 1972. године и Националну медаљу за науку 1979. године. Изабран је за члана Националне академије наука, али је на крају поднео оставку и више га не наводе.

## Смрт
Фајнман је 1978. године потражио медицинску помоћ због болова у трбуху, а дијагностикована му је липосаркома, редак облик рака. Хирурзи су уклонили тумор величине фудбалске лопте који је згњечио један бубрег и слезину. Даље операције су обављене у октобру 1986. и у октобру 1987. године. Поново је хоспитализован 3. фебруара 1988. године. Пукнуће чира на дванаестопалачном цреву изазвало је отказивање бубрега, а он је одбио да буде подвргнут дијализи која би му можда продужила живот на неколико месеци. Док су на њега мотрили супруга Гвенет, сестра Џоен и рођака Френсис Левин, преминуо је 15. фебруара 1988. године, са 69 година.
Када се Фајнманова смрт приближила, питао је Денија Хилса зашто је тако тужан. Хилс је одговорио да је мислио да ће Фајнман убрзо умрети. Фајнман је одговорио да је то и њега понекад узнемиравало, додајући да када дођеш у године у којима је он и након што испричаш толико прича толиком броју људи, чак и када умреш, нећеш потпуно нестати.
Пред крај живота, Фајнман је покушао да посети Тувинску АССР у Русији, сан који је осујећен бирократским питањима Хладног рата – писмо Совјетске владе којим се одобрава путовање примљено је тек након његове смрти. Његова кћерка Мишел је касније отишла на тај пут. Његова сахрана одржана је на Маунтејн вју гробљу и маузолеју у Алтадини. Његове последње речи биле су: „Не бих волео да умрем двапут. Тако је досадно.”

## Наслеђе
Аспекти Фајнмановог живота приказани су у различитим медијима. Метју Бродерик га је глумио у биографији Infinity из 1996. године. Алан Алда задужио је драматурга Питера Парнела да напише представу са две улоге о измишљеном дану у Фајнмановом животу две године пре Фајнманове смрти. Представа, QED, премијерно је приказана на Марк Тапер форуму у Лос Анђелесу 2001. године, а касније је представљена у Вивијен Бимонт позоришту на Бродвеју, а у обе представе Алда је глумио Фајнмана. Рил тајм опера премијерно је приказала своју оперу Фајнман на Норфолк фестивалу камерне музике у јуну 2005. године. Фајнман је предмет биографског графичког романа из 2011. године, названог једноставно Фајнман, који је написао Џим Отавијани, а илустровао Лиланд Мирик. Би-Би-Си је драматизовао Фајнманову улогу у Роџерс комисији у филму Чаленџер у ком Вилијам Херт глуми Фајнмана. У књизи из 2016. године, Idea Makers: Personal Perspectives on the Lives & Ideas of Some Notable People, наводи се да је једна од ствари које је Фајнман често говорио била „мир ума најважнији је предуслов за креативни рад”. Фајнман је сматрао да треба учинити све што је могуће да се постигне мир ума.
Фајнман је остао упамћен на разне начине. Поштанска служба САД је 4. маја 2005. године издала комеморативни сет „Амерички научници” са четири 37-центске самолепљиве маркице у неколико конфигурација. Насликани научници били су Ричард Фајнман, Џон фон Нојман, Барбара Маклинток и Џосаја Вилард Гибс. Фајнманова маркица, тонирана сепијом, садржи фотографију отприлике 30-годишњег Фајнмана и осам малих Фајнманових дијаграма. Маркице је дизајнирао Виктор Стабин под уметничким водством Карла Т. Хермана. Главна зграда Рачунарске дивизије на Фермилабу је у његову част названа „Рачунарски центар Фајнман”. Фотографија Ричарда Фајнмана како држи предавање била је део серије постера из 1997. године коју је Епл наручио за своју рекламну кампању „Размишљај другачије”. Лик Шелдона Купера у серији Штребери је Фајнманов обожавалац који га емулира тако што свира бонго бубњеве. Бил Гејтс је 27. јануара 2016. године написао чланак „Најбољи учитељ којег нисам имао”, у коме описује Фајнманове предавачке таленте. Гејтс је такође 2015. године направио видео снимак о томе зашто је сматрао Фајнмана посебним. Видео је направљен на 50. годишњицу од кад је Фајнман добио Нобелову награду 1965. године, као одговор на Калтеков захтев за мишљење о Фајнману.

### Изабрана научна дела
- Фајнман, Ричард Ф. (2000).  Браун, Лори М., ур. Selected Papers of Richard Feynman: With Commentary. 20th Century Physics. World Scientific. ISBN 978-981-02-4131-5.
- Фајнман, Ричард Ф. (1942).  Браун, Лори М., ур. The Principle of Least Action in Quantum Mechanics. PhD Dissertation, Princeton University. World Scientific (with title Feynman's Thesis: a New Approach to Quantum Theory) (објављено 2005). ISBN 978-981-256-380-4.
- Вилер, Џон А.; Фајнман, Ричард Ф. (1945). „Interaction with the Absorber as the Mechanism of Radiation”. Reviews of Modern Physics. 17 (2–3): 157—181. Bibcode:1945RvMP...17..157W. doi:10.1103/RevModPhys.17.157.
- Фајнман, Ричард Ф. (1946). A Theorem and its Application to Finite Tampers. Los Alamos Scientific Laboratory, Atomic Energy Commission. OSTI 4341197.
- Фајнман, Ричард Ф.; Велтон, Т. А. (1946). Neutron Diffusion in a Space Lattice of Fissionable and Absorbing Materials. Los Alamos Scientific Laboratory, Atomic Energy Commission. OSTI 4381097.
- Фајнман, Ричард Ф.; Метрополис, Н.; Телер, Е. (1947). Equations of State of Elements Based on the Generalized Fermi-Thomas Theory. Los Alamos Scientific Laboratory, Atomic Energy Commission. OSTI 4417654.
- Фајнман, Ричард Ф. (1948). „Space-time approach to non-relativistic quantum mechanics”. Reviews of Modern Physics. 20 (2): 367—387. Bibcode:1948RvMP...20..367F. doi:10.1103/RevModPhys.20.367.
- Фајнман, Ричард Ф. (1948). „A Relativistic Cut-Off for Classical Electrodynamics”. Physical Review. 74 (8): 939—946. Bibcode:1948PhRv...74..939F. doi:10.1103/PhysRev.74.939.
- Фајнман, Ричард Ф. (1948). „A Relativistic Cut-Off for Quantum Electrodynamics”. Physical Review. 74 (10): 1430—1438. Bibcode:1948PhRv...74.1430F. doi:10.1103/PhysRev.74.1430.
- Вилер, Џон А.; Фајнман, Ричард Ф. (1949). „Classical Electrodynamics in Terms of Direct Interparticle Action” (PDF). Reviews of Modern Physics. 21 (3): 425—433. Bibcode:1949RvMP...21..425W. doi:10.1103/RevModPhys.21.425.
- Фајнман, Ричард Ф. (1949). „The theory of positrons”. Physical Review. 76 (6): 749—759. Bibcode:1949PhRv...76..749F. doi:10.1103/PhysRev.76.749.
- Фајнман, Ричард Ф. (1949). „Space-Time Approach to Quantum Electrodynamic”. Physical Review. 76 (6): 769—789. Bibcode:1949PhRv...76..769F. doi:10.1103/PhysRev.76.769.
- Фајнман, Ричард Ф. (1950). „Mathematical formulation of the quantum theory of electromagnetic interaction”. Physical Review. 80 (3): 440—457. Bibcode:1950PhRv...80..440F. doi:10.1103/PhysRev.80.440.
- Фајнман, Ричард Ф. (1951). „An Operator Calculus Having Applications in Quantum Electrodynamics”. Physical Review. 84: 108—128. Bibcode:1951PhRv...84..108F. doi:10.1103/PhysRev.84.108.
- Фајнман, Ричард Ф. (1953). „The λ-Transition in Liquid Helium”. Physical Review. 90 (6): 1116—1117. Bibcode:1953PhRv...90.1116F. doi:10.1103/PhysRev.90.1116.2.
- Фајнман, Ричард Ф.; де Хофман, Ф.; Сербер, Р. (1955). Dispersion of the Neutron Emission in U235 Fission. Los Alamos Scientific Laboratory, Atomic Energy Commission. OSTI 4354998.
- Фајнман, Ричард Ф. (1956). „Science and the Open Channel”. Science (објављено 24. 2. 1956). 123 (3191): 307. Bibcode:1956Sci...123..307F. PMID 17774518. doi:10.1126/science.123.3191.307.
- Коен, М.; Фајнман, Ричард Ф. (1957). „Theory of Inelastic Scattering of Cold Neutrons from Liquid Helium”. Physical Review. 107: 13—24. Bibcode:1957PhRv..107...13C. doi:10.1103/PhysRev.107.13.
- Фајнман, Ричард Ф.; Вернон, Ф. Л.; Хелврет, Р. В. (1957). „Geometric representation of the Schrödinger equation for solving maser equations”. J. Appl. Phys. 28: 49. Bibcode:1957JAP....28...49F. doi:10.1063/1.1722572.
- Фајнман, Ричард Ф. (1959). „Plenty of Room at the Bottom”. Presentation to American Physical Society. Архивирано из оригинала 11. 2. 2010. г.
- Едгар, Р. С.; Фајнман, Ричард Ф.; Клајн, С.; Лилаузис, И.; Штајнберг, С. М. (1962). „Mapping experiments with r mutants of bacteriophage T4D”. Genetics (објављено фебруар 1962). 47 (2): 179—86. PMC 1210321 . PMID 13889186.
- Фајнман, Ричард Ф. (1968) [1966]. „What is Science?” (PDF). The Physics Teacher. 7 (6): 313—320. Bibcode:1969PhTea...7..313F. doi:10.1119/1.2351388. Приступљено 15. 12. 2016.
- Фајнман, Ричард Ф. (1966). „The Development of the Space-Time View of Quantum Electrodynamics”. Science (објављено 12. 8. 1966). 153 (3737): 699—708. Bibcode:1966Sci...153..699F. PMID 17791121. doi:10.1126/science.153.3737.699.
- Фајнман, Ричард Ф. (1974a). „Structure of the proton”. Science (објављено 15. 2. 1974). 183 (4125): 601—610. Bibcode:1974Sci...183..601F. PMID 17778830. doi:10.1126/science.183.4125.601.
- Фајнман, Ричард Ф. (1974). „Cargo Cult Science” (PDF). Engineering and Science. 37 (7).
- Фајнман, Ричард Ф.; Kleinert, Hagen (1986). „Effective classical partition functions”. Physical Review A (објављено децембар 1986). 34 (6): 5080—5084. Bibcode:1986PhRvA..34.5080F. PMID 9897894. doi:10.1103/PhysRevA.34.5080.
- Фајнман, Ричард Ф. (1986). Rogers Commission Report, Volume 2 Appendix F – Personal Observations on Reliability of Shuttle. NASA.

### Уџбеници и белешке са предавања
- Фајнман, Ричард Ф.; Лигтон, Роберт Б.; Сендс, Метју (2005) [1970]. The Feynman Lectures on Physics: The Definitive and Extended Edition (2. изд.). Addison Wesley. ISBN 978-0-8053-9045-2.
- Фајнман, Ричард Ф. (1961). Theory of Fundamental Processes. Addison Wesley. ISBN 978-0-8053-2507-2.
- Фајнман, Ричард Ф. (1962). Quantum Electrodynamics. Addison Wesley. ISBN 978-0-8053-2501-0.
- Фајнман, Ричард Ф.; Hibbs, Albert (1965). Quantum Mechanics and Path Integrals. McGraw Hill. ISBN 978-0-07-020650-2.
- Фајнман, Ричард Ф. (1967). MIT Press. ISBN 978-0-262-56003-0.
- Фајнман, Ричард Ф. (1972). Statistical Mechanics: A Set of Lectures. Reading, Mass: W. A. Benjamin. ISBN 978-0-8053-2509-6.
- Фајнман, Ричард Ф. (1985b). QED: Необична теорија светлости и материје. Princeton University Press. ISBN 978-0-691-02417-2.
- Фајнман, Ричард Ф. (1987). Elementary Particles and the Laws of Physics: The 1986 Dirac Memorial Lectures. Cambridge University Press. ISBN 978-0-521-34000-7.
- Фајнман, Ричард Ф. (1995). Lectures on Gravitation. Addison Wesley Longman. ISBN 978-0-201-62734-3.
- Фајнман, Ричард Ф. (1997). Feynman's Lost Lecture: The Motion of Planets Around the Sun (Vintage Press изд.). London: Vintage. ISBN 978-0-09-973621-9.
- Фајнман, Ричард Ф. (2000).  Тони Хеј и Робин В. Ален, ур. Feynman Lectures on Computation. Perseus Books Group. ISBN 978-0-7382-0296-9.

### Популарна дела
- Фајнман, Ричард Ф. (1985). W. W. Norton & Co. ISBN 978-0-393-01921-6. OCLC 10925248.
- Фајнман, Ричард Ф. (1988).  Leighton, Ralph, ур. What Do You Care What Other People Think?: Further Adventures of a Curious Character. W. W. Norton & Co. ISBN 978-0-393-02659-7.
- Christopher Sykes, ур. (1996). No Ordinary Genius: The Illustrated Richard Feynman. W. W. Norton & Co. ISBN 978-0-393-31393-2.
- Six Easy Pieces: Essentials of Physics Explained by Its Most Brilliant Teacher. Perseus Books. 1994. ISBN 978-0-201-40955-0.
- Six Not So Easy Pieces: Einstein's Relativity, Symmetry and Space-Time. Addison Wesley. 1997. ISBN 978-0-201-15026-1.
- Фајнман, Ричард Ф. (1998). The Meaning of It All: Thoughts of a Citizen Scientist. Reading, Massachusetts: Perseus Publishing. ISBN 978-0-7382-0166-5.
- Фајнман, Ричард Ф. (1999).  Robbins, Jeffrey, ур. The Pleasure of Finding Things Out: The Best Short Works of Richard P. Feynman. Cambridge, Massachusetts: Perseus Books. ISBN 978-0-7382-0108-5.
- Ralph Leighton (2005). Classic Feynman: All the Adventures of a Curious Character. W. W. Norton & Co. ISBN 978-0-393-06132-1.

### Аудио и видео записи
- Safecracker Suite (колекција бубњарских дела са Фајнманом који прича анегдоте)
- Los Alamos From Below (аудио, говор који је одржао Фајнман на Санта Барбари 6. фебруара 1975)
- Six Easy Pieces (оригинална предавања на основу којих је написана књига)
- Six Not So Easy Pieces (оригинална предавања на основу којих је написана књига)
- Фајнманова предавања о физици: Комплетна аудио колекција
- Узорци Фајнмановог бубњања, скандирања и говора укључени су у песму „Tuva Groove (Bolur Daa-Bol, Bolbas Daa-Bol)” и „Kargyraa Rap (Dürgen Chugaa)” на албуму Back Tuva Future, The Adventure Continues Конгара-ол Ондара. Скривена нумера са овог албума такође садржи одломке са предавања без музичке позадине.
- The Messenger Lectures, предавања одржана на Корнелу 1964. године, у којима објашњава основне теме у физици.[82]
- Take the world from another point of view [видео запис] / са Ричардом Фајнманом; Филмови за Ху (1972)
- The Douglas Robb Memorial Lectures, четири јавна предавања која су транскрипти четири поглавља књиге QED: Необична теорија светлости и материје. (1979)
- The Pleasure of Finding Things Ou, Би-Би-Си Хорајзон епизода(1981) (не треба мешати са касније објављеном књигом истог назива)
- Richard Feynman: Fun to Imagine Collection, Би-Би-Си Архива од шест кратких филмова Фајнмана док говори у стилу који је доступан свима. (1983)
- Elementary Particles and the Laws of Physics (1986)
- Tiny Machines: The Feynman Talk on Nanotechnology (видео, 1984)
- Computers From the Inside Out (видео)
- Quantum Mechanical View of Reality: Workshop at Esalen (видео, 1983)
- Idiosyncratic Thinking Workshop (видео, 1985)
- Bits and Pieces—From Richard's Life and Times (видео, 1988)
- Strangeness Minus Three (видео, Би-Би-Си Хорајзон 1964)
- No Ordinary Genius (видео, документарац Кристофера Сикса)
- Richard Feynman—The Best Mind Since Einstein (видео, документарац)
- The Motion of Planets Around the Sun (аудио, понекад под називом „Фајнманово изгубљено предавање”)
- Nature of Matter (аудио)[83]